# 第40回バスケットボール日本リーグ
第40回バスケットボール日本リーグは、2006年から2007年まで、日本各地で行われたバスケットボールリーグである。バスケットボール日本リーグ機構（旧JBL）が2007年より日本バスケットボールリーグに移行するため、旧JBL主催として最後の日本リーグとなる。同年より日本バスケットボールリーグ2部機構（JBL2）に移行される。

## 参加チーム
- 日立電線ブルドッグス
- 大塚商会アルファーズ
- 千葉ピアスアローバジャーズ
- 黒田電気ブリット・スピリッツ（新規参加）
- 東京海上日動ビッグブルー
- 石川ブルースパークス
- 豊田合成スコーピオンズ（新規参加）
- 豊田通商ファイティングイーグルス

大塚商会はこのシーズンを最後に休部し、栃木ブレックスにJBL2会員資格を譲渡した。

## 結果

### レギュラーシーズン順位
| 順位 | チーム名                         | 成績    | 勝率 |
| ---- | -------------------------------- | ------- | ---- |
| 1    | 千葉ピアスアローバジャーズ       | 11勝3敗 | .786 |
| 2    | 豊田通商ファイティングイーグルス | 10勝4敗 | .714 |
| 3    | 日立電線ブルドッグス             | 9勝5敗  | .643 |
| 4    | 大塚商会アルファーズ             | 7勝7敗  | .500 |
| 5    | 豊田合成スコーピオンズ           | 6勝8敗  | .429 |
| 6    | 黒田電気ブリット・スピリッツ     | 5勝9敗  | .357 |
| 7    | 石川ブルースパークス             | 5勝9敗  | .357 |
| 8    | 東京海上日動ビッグブルー         | 3勝11敗 | .214 |

### 最終順位
| 順位 | チーム名                         |
| ---- | -------------------------------- |
| 1    | 千葉ピアスアローバジャーズ       |
| 2    | 豊田通商ファイティングイーグルス |
| 3    | 日立電線ブルドッグス             |
| 4    | 大塚商会アルファーズ             |
| 5    | 豊田合成スコーピオンズ           |
| 6    | 黒田電気ブリット・スピリッツ     |
| 7    | 石川ブルースパークス             |
| 8    | 東京海上日動ビッグブルー         |

## JBLアウォード
| 部門                       | 受賞者   | チーム   |
| -------------------------- | -------- | -------- |
| MVP                        | 岡村憲司 | 千葉     |
| ルーキー・オブ・ザ・イヤー | 山田謙治 | 大塚商会 |
| コーチ・オブ・ザ・イヤー   | 岡村憲司 | 千葉     |

### ベスト5
| P   | 受賞者               | チーム   |
| --- | -------------------- | -------- |
| G   | 宮崎恭行             | 豊田通商 |
| G/F | 高村和臣             | 日立電線 |
| F   | 高岡大輔             | 大塚商会 |
| F/C | 岡村憲司             | 千葉     |
| C   | ブライアン・マッキー | 豊田通商 |